# De Havilland Comet
de Havilland Comet – pierwszy na świecie komercyjny odrzutowy samolot pasażerski, który wszedł do seryjnej produkcji. Samolot, zaprezentowany w 1949 roku, produkowany przez brytyjskie przedsiębiorstwo de Havilland.

## Historia

### Geneza
W 1942 roku w Wielkiej Brytanii, w wyniku rządowej inicjatywy powołano do życia specjalną komisję, której celem było nakreślenie kierunków rozwoju lotnictwa cywilnego po zakończeniu II wojny światowej oraz zdefiniowanie wymagań technicznych nowych samolotów, które owe kierunki mogły by w przyszłości realizować. Przewodnictwo komisji objął John Moore-Brabazon, Lord Brabazon of Tara. Od jego nazwiska komisja potocznie znana była jako Komitet Brabazona (Brabazon Committee). W 1943 roku Komitet sformułował pierwsze wymagania techniczne, jakimi powinny charakteryzować się nowe, powojenne konstrukcje. Podzielono je na kilka typów.
- Typ I opisywał duży samolot pasażerski, zdolny do pokonania dystansu rzędu 8000 km i zabrania na pokład 100 pasażerów.
- Typ II opisywał maszynę średniego zasięgu – wyróżniono tu Type IIA, napędzany silnikami tłokowymi i Type IIB z silnikami turbośmigłowymi.
- Typ III opisywał duży samolot średniego zasięgu do obsługi tras wewnątrz imperium brytyjskiego.
- Typ IV opisywał koncepcje samolotu pasażerskiego, napędzanego silnikami odrzutowymi.

Gorącym zwolennikiem rozwoju projektu był Geoffrey de Havilland. Z jednej strony będący członkiem komitetu, z drugiej, właściciel wytwórni de Havilland, będącej pionierem w konstrukcji, budowie i rozwoju pierwszych brytyjskich silników odrzutowych. Wymagania opisane jako typ IV stały się podstawą prac, których przebieg doprowadził do powstania samolotu de Havilland Comet.

### Projekt

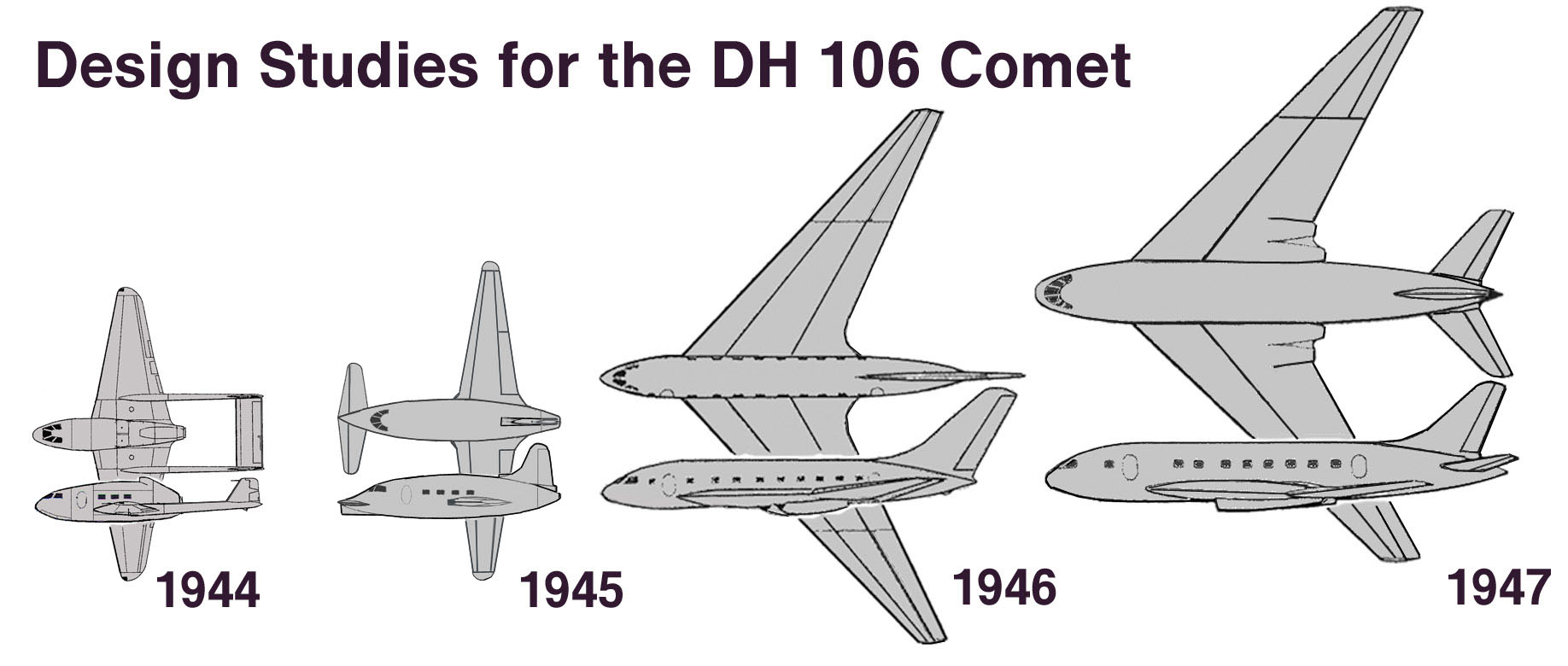
Ewolucja projektu samolotu

Oczywistym stało się, iż typ IV znajdzie się w kręgu zainteresowań wytwórni de Havilland – w połowie lat 40. XX wieku będącej już zaangażowanej w projekt odrzutowego samolotu myśliwskiego de Havilland Vampire, mającej tym samym wstępne, pionierskie doświadczenia z napędem odrzutowym. Firma była również producentem drugiego brytyjskiego silnika odrzutowego de Havilland Goblin (kolejnego po Power Jets W.1), użytego do napędu Vampire. Założenia opisane jako typ IV ewoluowały, zmieniając kryteria techniczno-operacyjne, jakie miała spełnić nowa konstrukcja. Zmieniały się również opracowywane w wytwórni projekty. Jednym z pierwszych, z połowy 1943 roku, był powiększoną wersją opracowywanego równolegle Vampire. Projekt przedstawiał dwubelkowy samolot z dużą gondolą umieszczoną pomiędzy kadłubami, będący w istocie powiększoną wersją myśliwca Vampire. W międzykadłubowej, hermetycznej gondoli przewidziano miejsca dla sześciu pasażerów i ładunku poczty o masie 450 kg. Samolot, dla którego przewidywano głównie zadania pocztowe, miał dysponować zasięgiem rzędu 1120 km. Rok później pojawił się kolejny projekt koncepcyjny przedstawiający maszynę w układzie kaczki, w której zadania pocztowe miały być współdzielone z przewozem pasażerów. Kolejnym projektem była konstrukcja zbliżona do układu latającego skrzydła ze skośnymi płatami. W środkowej części kadłuba przewidziano miejsce dla pasażerów. Do napędu miały posłużyć cztery silniki de Havilland Ghost, drugi z opracowanych przez wytwórnie wczesnych silników odrzutowych. Brytyjski przemysł lotniczy nie miał doświadczenia w owym czasie z konstrukcjami o skośnych skrzydłach. Aby temu zaradzić, wybudowano samolot de Havilland DH.108 Swallow, który posłużył do praktycznego sprawdzenia teoretycznych danych dotyczących zachowania się w locie samolotów ze skośnym skrzydłem. Postęp prac doprowadził do opracowania koncepcji samolotu w układzie dolnopłata. Cztery silniki samolotu umieszczono w profilu skrzydeł, w ich przykadłubowej części. Końcowy projekt, który otrzymał oznaczenie de Havilland DH-106, ukończono na przełomie sierpnia i września 1946 roku.

### Prototyp

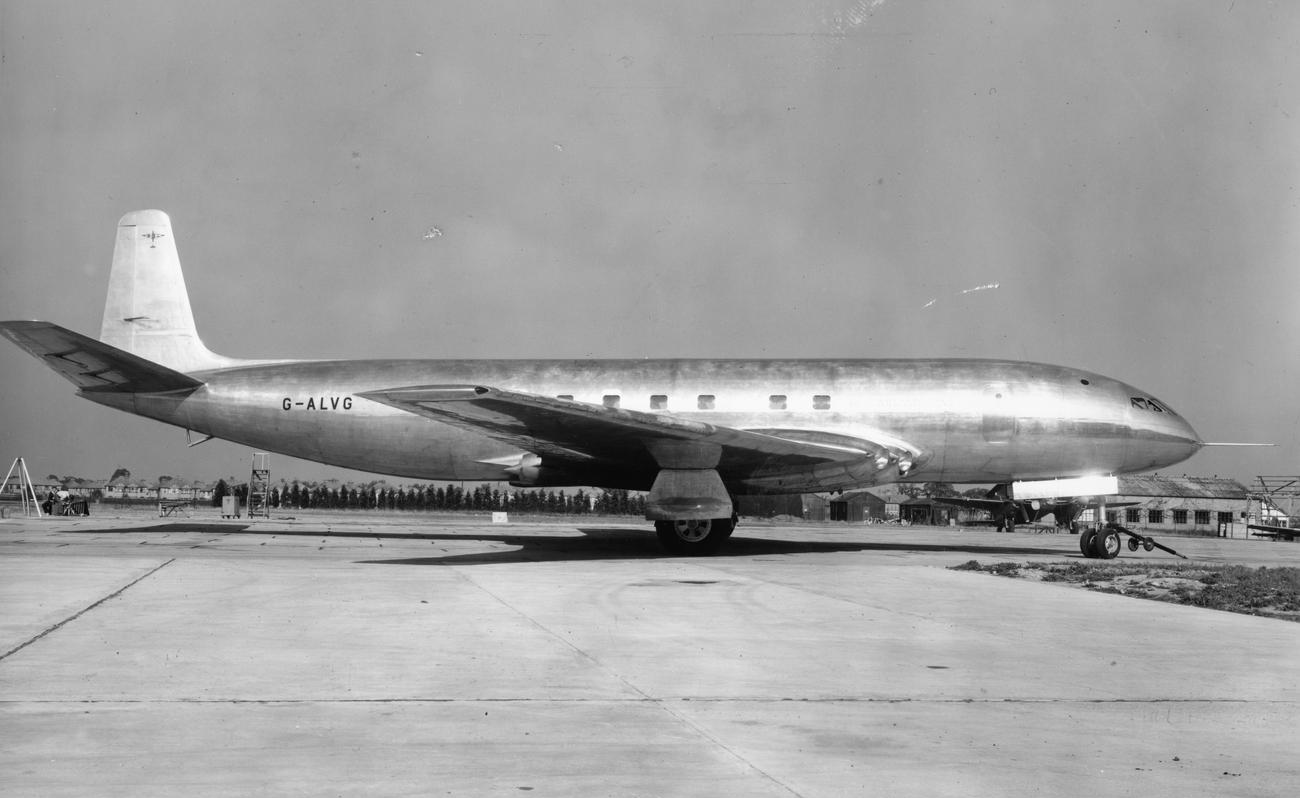
Pierwszy prototyp maszyny

4 września 1946 roku brytyjskie Ministerstwo Zaopatrzenia (Ministry of Supply) podpisało z wytwórnią kontrakt (zamówienie nr 22/46) na budowę dwóch samolotów prototypowych. Maszyny otrzymały oznaczenia G-5-1 i G-5-2. W momencie podpisywania umowy de Havilland dysponowała już zapotrzebowaniem ze strony British Overseas Airways Corporation (BOAC) na 25 samolotów. W późniejszym okresie BOAC zredukowało swoje zamówienie do 8 samolotów, a po przejęciu British South American Airways, powiększyło je do 10 maszyn.
Budowa pierwszego na świecie napędzanego silnikami odrzutowymi samolotu pasażerskiego stawiała przed konstruktorami wyzwania, z którymi przemysł lotniczy nie musiał się wcześniej mierzyć – loty z dużymi prędkościami na dużych wysokościach, zmęczenie materiału poddanego presji prędkości, wysokości i ciśnienia, wytrzymałość konstrukcji hermetyzowanej kabiny pasażerskiej i całego kadłuba, nagrzewanie aerodynamiczne – przed tymi i innymi problemami stanęli po raz pierwszy konstruktorzy lotniczy. Prace podzielono na realizowanych równolegle kilka programów badawczych mających w praktyce przetestować słuszność przyjętych rozwiązań. Avro Lancastrian posłużył do badań jednostek napędowych. Maszyna napędzana była dwoma oryginalnymi silnikami Rolls-Royce Merlin oraz dwoma de Havilland Ghost. Zachowanie się silnika odrzutowego na wysokim pułapie przebadano na specjalnie do tego celu zmodyfikowanym de Havilland Vampire o znakach TG278. Do sprawdzenia działania instalacji hydraulicznej układu sterowania samolotu wykorzystano de Havilland Hornet, DH.108 Swallow i Avro Lancaster. Widoczność z kabiny pilotów przyszłego samolotu testowana była na specjalnie zmodyfikowanym szybowcu Airspeed Horsa. Personel pokładowy i załoga przechodziły przeszkolenie na samolocie Lockheed Constellation, w którym de Havilland zmodyfikował kabinę pasażerską i kokpit tak, aby w maksymalnym stopniu przypominały docelowy układ zastosowany w nowej konstrukcji.
Budowa prototypów odbywała się w zakładach w Hatfield. Pierwszy z nich wytoczono z hali montażowej 25 lipca 1949 roku. Dwa dni później, 27 lipca, samolot za sterami którego siedzieli szef pilotów doświadczalnych wytwórni, dowódca załogi John Cunningham, drugi pilot Harold Waters oraz trzech inżynierów: John Wilson odpowiedzialny za awionikę samolotu, Frank Reynolds hydraulika i Tony Fairbrother, po raz pierwszy wzbił się w powietrze. W momencie swojego oblotu był to pierwszy na świecie samolot pasażerski z napędem odrzutowym, który wzbił się w powietrze. Niewiele brakowało, aby palmę pierwszeństwa odebrał mu Avro Canada C-102 Jetliner, który do swojego dziewiczego lotu wzbił się trzynaście dni później, 10 sierpnia. 31 minutowy oblot G-5-1 zapoczątkował intensywny okres badań w locie samolotu. W ciągu pierwszych dwóch tygodni maszyna wykonała 14 lotów, spędzając w powietrzu 15 godzin.

### Próby

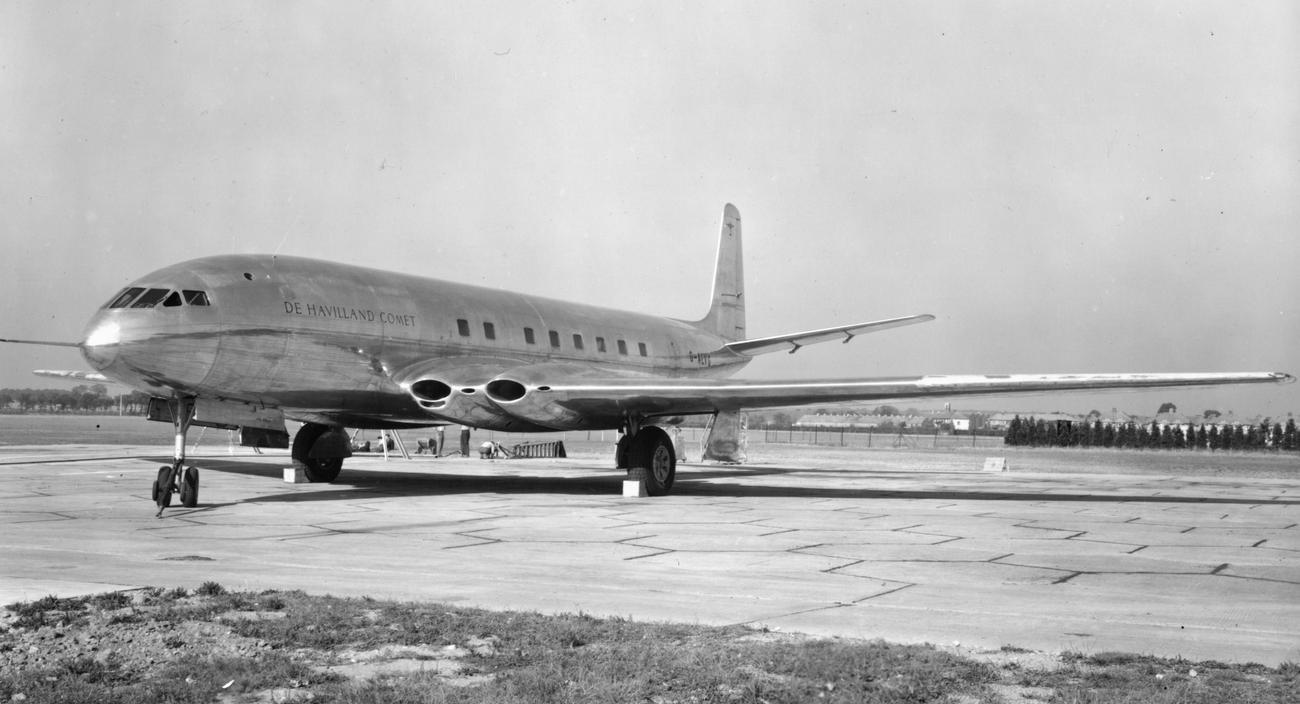
Pierwszy prototyp, ujęcie z przodu. Dobrze widoczne pojedyncze, duże koła podwozia głównego

Próby prototypu przebiegały pomyślnie. We wrześniu 1949 roku maszyna otrzymała znaki rejestracyjne G-ALVG. Zaprezentowano ją publicznie podczas odbywających się w tym samym roku Farnborough International Airshow. W trakcie prób maszyna ulegała ciągłym modyfikacjom. Jedną z nich była modernizacja podwozia głównego samolotu. Pierwotnie golenie posiadały pojedyncze duże koła o średnicy pneumatyka 1675 mm każde. Od grudnia 1949 roku testowano golenie z podwójnymi kołami oraz wózki czterokołowe. Te ostatnie zostały zainstalowane na drugim prototypie i standardowo w maszynach seryjnych.
Rodzaj zastosowanego napędu dał maszynie przewagę w prędkości i wysokości lotu nad wszystkimi używanymi wówczas pasażerskimi samolotami z silnikami tłokowymi. Przełożyło się to na szereg rekordów, które ustanowiono w trakcie prób prototypu. 25 października 1949 roku prototyp, za sterami którego siedział John Cunningham wraz z załogą i znajdującym się na pokładzie balastem odpowiadającym masie 36 pasażerów, wykonał lot na trasie Londyn – Trypolis – Londyn. Zajęło mu to 6 godzin i 36 minut (bez czasu spędzonego na lotnisku w Trypolisie). Czas dwukrotnie krótszy niż uzyskiwany przez latające na tej trasie samoloty Avro York i Douglas DC-4. Podobne osiągnięcia uzyskano na trasie z Londynu do Rzymu w marcu 1950 roku – 2 godziny, a w kwietniu tego samego roku do Kairu – 5 godzin. W trakcie próbnego lotu nad Atlantykiem w lutym 1950 roku maszyna przebywała w powietrzu 5,5 godziny, osiągając pułap 12 tys. metrów. Lecąc z Brighton do Edynburga, osiągnięto średnią prędkość 850 km/h. W połowie 1950 roku prototyp przechodził testy eksploatacyjne w gorącym klimacie. Próby odbywały się w Nairobi i Chartumie.
We wrześniu tego samego roku maszyna ponownie zawitała na Farnborough International Airshow, tym razem jedna pomalowana w barwy BOAC. Po pokazach maszynę zmodernizowano, przystosowując ją do pobierania paliwa w locie. Przeprowadzone próby nie spełniły jednak oczekiwań konstruktorów i z pomysłu zrezygnowano. W maju 1951 roku maszyna przeszła próby z wykorzystaniem przyśpieszaczy rakietowych, mających ułatwić start w trakcie operacji przeprowadzanych na wysokogórskich lotniskach lub w tropikalnym, gorącym i wilgotnym klimacie. Próby przeprowadzono na macierzystym lotnisku w Hatfield. Przyśpieszacze zamontowano tuż przy dyszach wylotowych silników. Wykazano, iż tak zmodyfikowany samolot istotnie, dysponując dodatkowym ciągiem uzyskanym z silników rakietowych, ma lepszą charakterystykę startu, jednak z racji trudności w obsłudze i dużą lotność paliwa rakietowego pomysł został zarzucony.
W 1950 roku do prób dołączył drugi prototyp. Oblatano go 27 lipca 1950 roku, a za sterem, ponownie usiadł, będący dowódcą załogi John Cunningham. Maszyna o znakach G-ALZK wyposażona była w nowe podwozie główne składające się z czterokołowych wózków, które po wciągnięciu lepiej wpisywały się w obrys skrzydła, i nowe systemy awioniczne. Na skrzydle umieszczono dodatkowe stałe zbiorniki paliwa wystające poza jego obrys. W kwietniu 1951 roku maszyna trafiła do BOAC, gdzie przeszła 500-godzinny kurs przeszkolenia personelu lotniczego mającego w przyszłości obsługiwać rejsowe samoloty. W połowie stycznia 1952 roku zakończono loty certyfikacyjne, a 22 stycznia tego samego roku maszyna otrzymała świadectwo zdatności do lotu. W grudniu 1952 roku pierwszy prototyp wziął udział w lotach, na których badano zainstalowane na nim, podobnie jak na drugiej maszynie prototypowej, dodatkowe zbiorniki paliwa na skrzydłach. Od lipca 1953 roku samolot brał udział w niszczących próbach wytrzymałościowych. Po ich zakończeniu maszynę zezłomowano i 6 listopada 1953 roku wykreślono z rejestru. Drugi prototyp został rozmontowany, a jego kadłub wykorzystano do dalszych badań, między innymi przy konstruowaniu samolotu Hawker Siddeley Nimrod.

### Służba

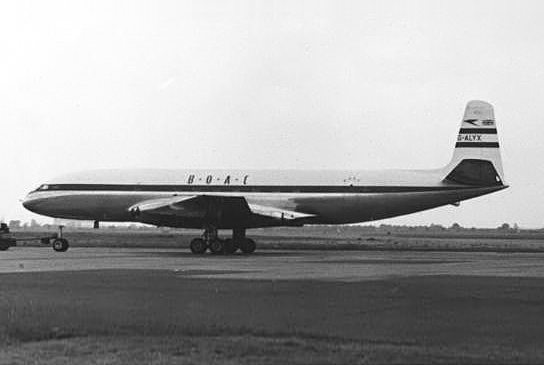
Należący do BOAC Comet 1

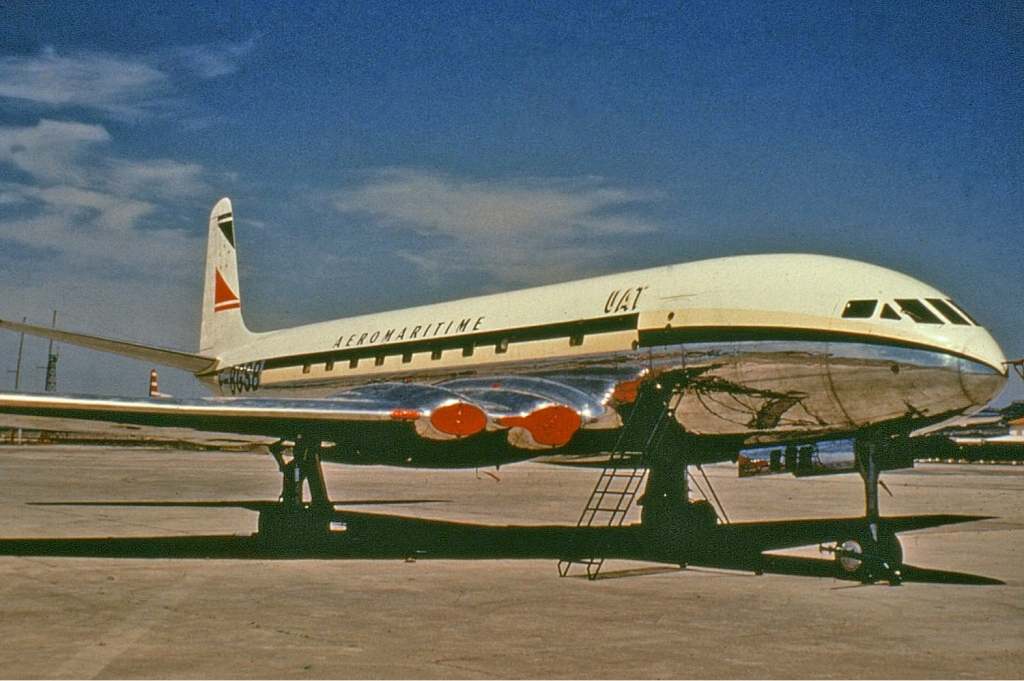
Należący do francuskich linii Union Aéromaritime de Transport Comet 1A

Samoloty seryjne produkowane były w latach 1952–1962. Po 1962 roku wybudowano kilka dodatkowych egzemplarzy, wykorzystując nagromadzone w trakcie produkcji części i podzespoły. Łącznie wybudowano 113 maszyn na dwóch liniach produkcyjnych mieszczących się w zakładach w Hatfield (72 samoloty) i Broughton (41 samolotów). Pierwsze zamówienie na nową konstrukcję złożyły rodzime linie BOAC, które zakupiły dziesięć maszyn oznaczonych jako Comet 1 i początkowo było to jedyne zamówienie, jakim dysponowała wytwórnia. Za małe na uruchomienie produkcji seryjnej, która mogłaby zrekompensować koszty, jakie poniósł producent, oraz wygenerować zysk. Pomimo obaw, de Havilland podjął decyzję o rozpoczęciu produkcji seryjnej, wychodząc z założenia, iż początkowy brak zainteresowania ze strony przewoźników wynika z obaw o sukces samolotu, jego pionierski charakter, z którym nikt nie miał wcześniejszego doświadczenia. Jeśli maszyna będzie poprawnie zachowywała się w powietrzu i spełni oczekiwania swoich konstruktorów, to pojawią się zamówienia.
Ryzyko opłaciło się. Istotnie już w 1949 roku, gdy rozpoczęto próby prototypu w powietrzu, pojawiło się zamówienie na dwa egzemplarze ze strony kanadyjskiego przewoźnika Canadian Pacific Air Lines. W 1951 roku kolejne maszyny zamówiły francuskie Union Aéromaritime de Transport (UAT) i Air France. Samoloty przeznaczone na rynek zagraniczny oznaczono jako Comet 1A. Dysponowały większą liczbą miejsc, większym zasięgiem i zastosowano w nich mocniejsze silniki Ghost 50 Mk 2. Ogółem wyprodukowano 21 samolotów wersji Comet 1/1A.
Pierwszym użytkownikiem samolotu seryjnego zostały linie BOAC, które odebrały nową maszynę 8 kwietnia 1952 roku. Był to Comet 1 o znakach G-ALYP i numerze seryjnym c/n06003. Ostatni z partii dziesięciu zamówionych Cometów 1 został przekazany 23 września 1952 roku. Była to maszyna o znakach G-ALYZ i numerze seryjnym c/n 06012. Pierwszym zagranicznym użytkownikiem Cometa 1A zostały linie Canadian Pacific Air Lines, które zamówiły dwa samoloty. Pierwszy z nich, o znakach CF-CUM i numerze seryjnym c/n 06013 otrzymały w październiku 1952 roku, a w styczniu 1953 roku dostarczono drugi egzemplarz, samolot o znakach CF-CUN i numerze seryjnym c/n 06014. Drugim kanadyjskim odbiorcą samolotu zostały Royal Canadian Air Force. Dostawa samolotu dla kanadyjskich sił powietrznych wiązała się z wykonaniem pierwszego transatlantyckiego przelotu pasażerskiej maszyny z napędem odrzutowym. Samolot, startując z Wielkiej Brytanii, docierał do Kanady z międzylądowaniem w Keflavíku na Islandii i Gander na Nowej Fundlandii. Francuski UAT swoje Comet 1A odebrał w grudniu 1952 roku – był to samolot o znakach F-BGSA i numerze seryjnym c/n 06015, kolejny w lutym 1953 roku F-BGSB c/n 06016 i ostatni w kwietniu 1953 roku, F-BGSC c/n 06019. Oprócz przewoźników cywilnych zainteresowanie nową konstrukcją wyraziło lotnictwo wojskowe. Dwa samoloty Comet 1A zamówiły Royal Canadian Air Force, które otrzymały swoje maszyny w maju 1953 roku (numer taktyczny 5301, c/n 06017) i czerwcu tego samego roku (numer taktyczny 5302, c/n 06018).
Pierwszy komercyjny lot samolot Comet 1 wykonał 2 maja 1952 roku. Maszyna należąca do BOAC o znakach G-ALYP wykonała rejs na trasie Londyn – Johannesburg. Liczący 10821 km długości dystans samolot pokonał w 23 godziny i 34 minuty, wykonując w trakcie lotu pięć międzylądowań w Rzymie, Bejrucie, Chartumie, Entebbe i Livingstone. W sierpniu tego samego roku BOAC uruchomił kolejne dalekodystansowe połączenie Londyn – Cejlon z międzylądowaniem w Bejrucie, Bahrajnie, Karaczi i Bombaju. W lutym 1953 roku linia została przedłużona do Singapuru z kolejnymi międzylądowaniami w Delhi, Kalkucie i Rangunie. W kwietniu 1953 roku Comety BOAC zainaugurowały połączenie z Londynu do Tokyo z międzylądowaniami na Bliskim Wschodzie, Indiach i Indochinach. W tym samym roku BOAC wprowadził Cometa na linie transatlantycką do Stanów Zjednoczonych z pojedynczym międzylądowaniem na Nowej Fundlandii. Na trasie Comet 1 ustanowił rekord czasu przelotu nad Atlantykiem wynoszący 5 godzin i 56 minut (3970 km). Canadian Pacific Air Lines wykorzystywało swoje Comet 1A na trasie z Kanady do Australii. Maksymalna długość tras obsługiwanych przez Comety wynosiła 43 400 km. Tygodniowy nalot samolotów należących do BOAC wynosił 370 godzin, a średnie wypełnienie miejsc na poziomie 88%.
Problemem dla linii lotniczych była dochodowość połączeń realizowanych przez Comety. Koszty eksploatacji samolotu były trzykrotnie wyższe niż popularnego na długodystansowych trasach Douglasa DC-6. Zdając sobie sprawę, iż dla wielu przewoźników będzie to kluczowy parametr decydujący o zakupie bądź rezygnacji z nabycia samolotów, de Havilland oferował swoje samoloty po dużo niższej cenie niż koszt zakupu amerykańskich maszyn tłokowych. Firma wychodziła z założenia, iż umożliwi to sprzedaż większej liczby samolotów, tym samym umożliwi obniżenie kosztów produkcji i maksymalizację zysków. Liczono również, i słusznie, na ogromne zainteresowanie, jakie wśród pasażerów wywoła możliwość lotu samolotem z napędem odrzutowym oraz lot na wysokości do tej pory niedostępnej dla przeciętnego pasażera samolotów komunikacyjnych.

### Comet 2

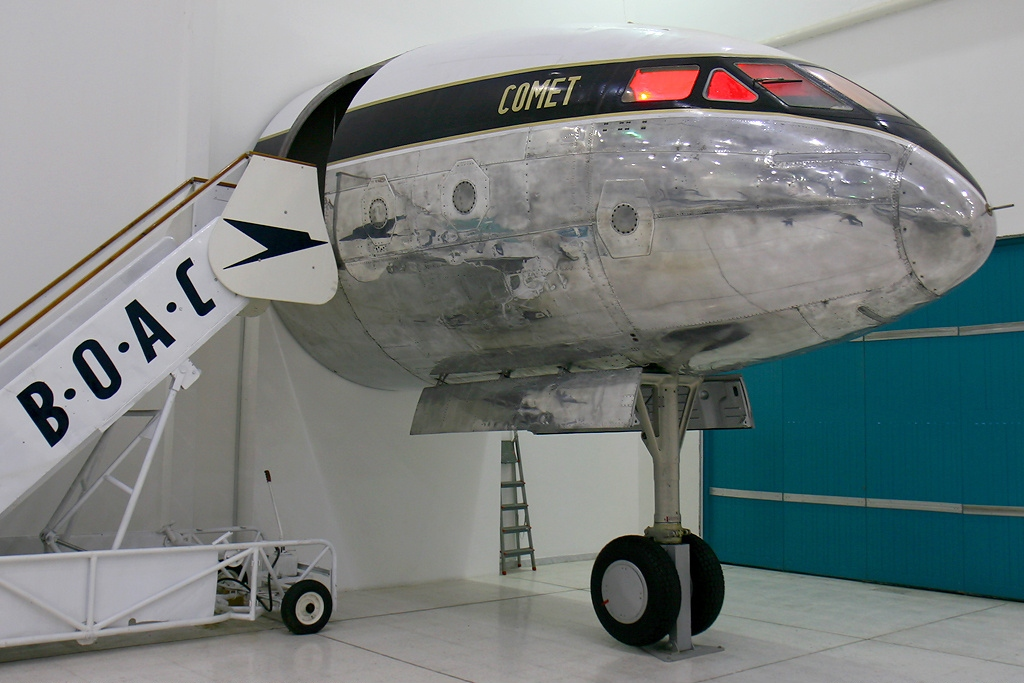
Zachowany dziób Cometa 2, znajdujący się w muzeum lotnictwa w Zjednoczonych Emiratach Arabskich

16 lutego 1952 roku do swojego pierwszego lotu wzbił się nowy model samolotu oznaczony jako Comet 2X. Prace nad nową wersją rozpoczęto już kilka miesięcy po oblocie Cometa 1. Był to okres intensywnego i szybkiego rozwoju silników odrzutowych, w związku z tym wytwórnie samolotów dysponowały coraz większym wachlarzem dostępnych jednostek. W nowym prototypie zastosowano silniki Rolls-Royce Avon 502. Prototyp wybudowano na bazie seryjnego Cometa 1. Samolot o znakach G-ALYT i numerze seryjnym c/n 06006 oblatany został ponownie przez załogę, na której czele stanął John Cunningham. Dzięki nowym jednostkom, dysponującym większym ciągiem, możliwa stała się przebudowa płatowca i zwiększenie jego rozmiarów. Wydłużono kadłub o 92 cm, wzrosła masa startowa, masa użyteczna z 5100 do 6200 kg. Nowa konstrukcja dysponowała większym zasięgiem z 2850 km Comet 1A do 4065 km Comet 2. Intensywny i zakończony sukcesem program prób w locie, w którym akcent położono na sprawdzenie pracy zespołu napędowego, odwracaczy ciągu oraz instalacji przeciwoblodzeniowej, umożliwił szybkie opracowanie wersji seryjnej.
Pierwszy seryjny Comet 2 do swojego dziewiczego lotu wzbił się 27 sierpnia 1953 roku. Maszyna o znakach G-AMXA i numerze seryjnym c/n 06023 ponownie znalazła się w rękach dowódcy John Cunninghama, który siedział za jej sterami podczas oblotu. Maszyna seryjna różniła się od prototypu zastosowaniem jeszcze mocniejszych silników Rolls-Royce Avon 503, większymi wlotami powietrza do silników i dłuższymi dyszami wylotowymi. W tym samym roku samolot zaprezentowano na Farnborough International Airshow. Konstrukcja od razu wzbudziła zainteresowanie przewoźników lotniczych. BOAC złożył zamówienie na 36 maszyn, chęć zakupu wyraziły Japan Airlines i Línea Aeropostal Venezolana, British Commonwealth Pacific Airlines zamówiły sześć samolotów. Seria katastrof uziemiła wszystkie Comety i zmniejszyła zaufanie przewoźników do tego modelu samolotu.

### Comet 3

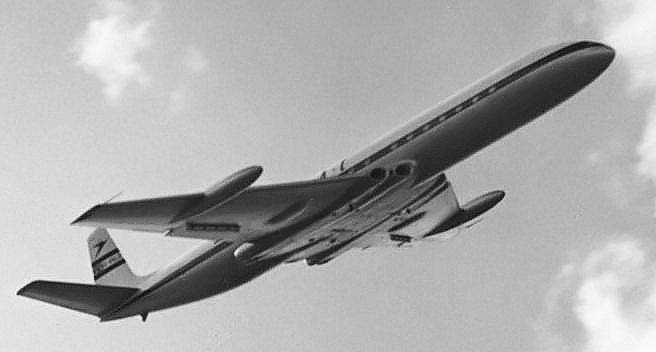
Prototyp Cometa 3 w locie

Ten sam los spotkał wersję oznaczoną jako Comet 3. Prototypowa maszyna o znakach G-ANLO i numerze seryjnym c/n 06100 została oblatana 19 lipca 1954 roku, dowódcą załogi był tradycyjnie John Cunningham. Samolot został zaprezentowany w trakcie Farnborough International Airshow w 1954 roku. Model różnił się od wcześniejszych wersji rodzajem zastosowanych silników, którymi były jednostki Rolls-Royce Avon 502 o ciągu 29,4 kN, a od lutego 1957 roku Rolls-Royce Avon 523 o ciągu 44,5 kN. Dzięki nowym jednostkom zasięg samolotu wzrósł do 4345 km. Wydłużono kadłub maszyny o 5,37 m, a masa startowa wzrosła do 65 760 kg. W dwuklasowej konfiguracji samolot mógł zabrać na pokład 58 pasażerów.
Nowa wersja stała się obiektem zainteresowań przewoźników mających już doświadczenie w eksploatacji cometów, jak i nowych klientów. Wiążące zamówienia złożyły linie BOAC, Air India i Pan Am. Tak, jak w przypadku wersji Comet 2, seria katastrof, zburzyła zaufanie do samolotu, a linie lotnicze anulowały zamówienia. Ukończony prototyp Comet 3 został w 1956 roku zmodernizowany do wersji 4B. W takiej konfiguracji wykorzystany został do prób certyfikacyjnych nowych silników. Dodatkowo zmodyfikowano skrzydła, zmniejszając ich rozpiętość o 2,13 m i usunięto charakterystyczne, umieszczone na nich stałe zbiorniki paliwa. Loty certyfikacyjne zakończono w sierpniu 1958 roku. Następnie samolot trafił do Royal Aircraft Establishment, gdzie otrzymał nowe oznaczenie XP915 i wykorzystywany był do badań systemów automatycznego lądowania.

### Katastrofy
26 października 1952 roku miał miejsce pierwszy wypadek z udziałem Cometa. Należący do BOAC samolot o znakach G-ALYZ w trakcie procedury startowej nie oderwał się od pasa startowego na lotnisku Rzym-Ciampino. Wypadek przeżyli wszyscy znajdujący się na pokładzie pasażerowie i załoga, jeden spośród 44 pasażerów został ranny. Kolejna mająca taki sam przebieg katastrofa wydarzyła się 3 marca 1953 roku na lotnisku w Karaczi, jednak konsekwencje były poważniejsze. Należący do Canadian Pacific Air Lines CF-CUN nie zdołał oderwać się od pasa, wskutek czego śmierć poniosło czternaście osób. Kilka miesięcy później, 25 czerwca 1953 roku, należący do UTA francuski Comet 1A o znakach F-GBSC, również nie zdołał się unieść w powietrze podczas startu z Dakaru. Każdą z tych katastrof wyjaśniono błędami załogi, która zbyt wcześnie, bez osiągnięcia odpowiedniej siły nośnej próbowała poderwać samolot w powietrze, tym samym doprowadzając do jego przeciągnięcia. Ciepły lub gorący klimat, warunki atmosferyczne panujące na lotniskach, z których odbywały się starty, sprzyjały ograniczeniu mocy silników w pełni obciążonych samolotów. Wytwórnia zareagowała, instalując na skrzydłach samolotów skrzela zwiększające siłę nośną i skracające długość drogi startowej samolotu. Rozwiązanie okazało się być wystarczające, Comety nie zanotowały więcej tego typu wypadków.

#### Zmęczenie materiału

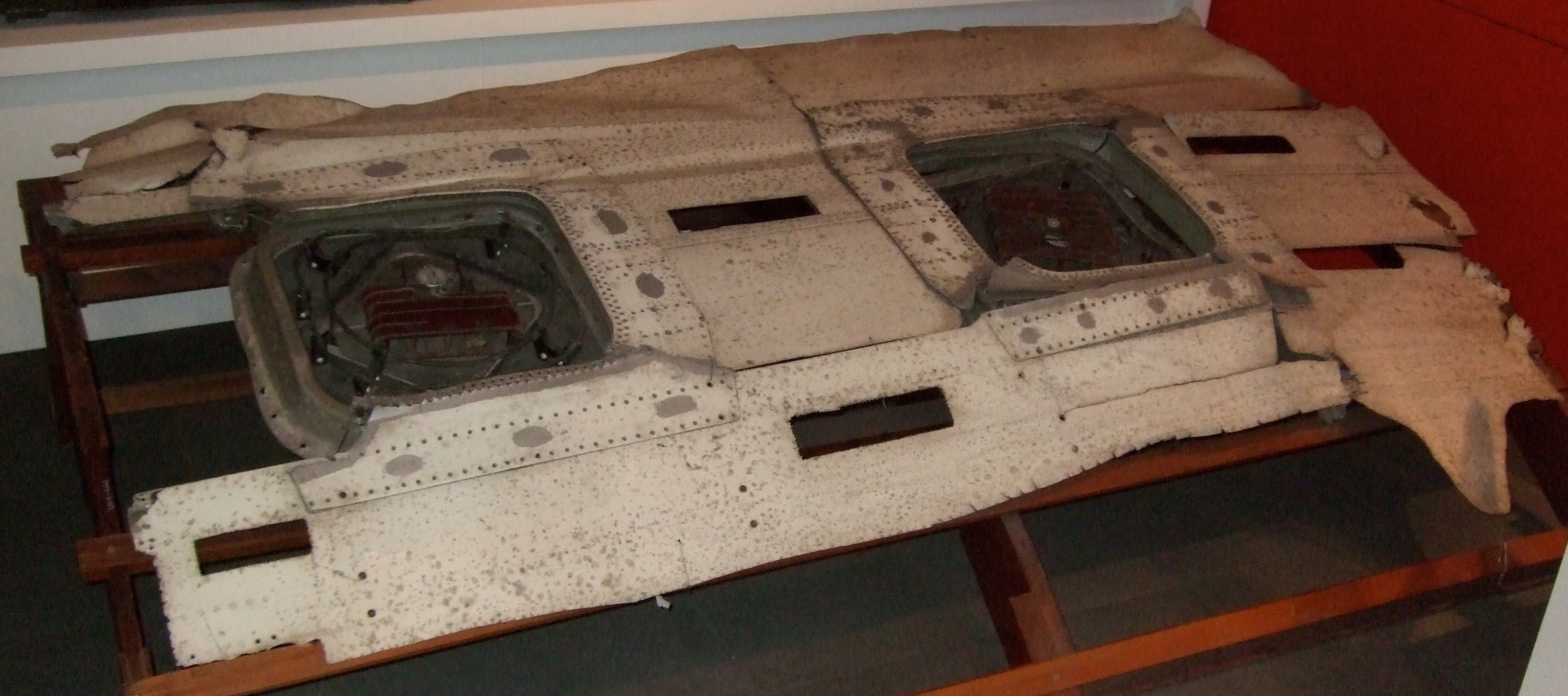
Wydobyty z dna Morza Tyrreńskiego fragment kadłuba samolotu G-ALYP, na którym odkryto pęknięcie dające początek rozpadowi całej konstrukcji. Obecnie część jest prezentowana w Muzeum Nauki w Londynie.

2 maja 1952 roku Comety zainaugurowały loty komercyjne z pasażerami na pokładzie. Dokładnie rok później miała miejsce katastrofa, w której zginęli wszyscy znajdujący się na pokładzie pasażerowie i załoga. 2 maja 1953 roku samolot BOAC o znakach G-ALYV lecący z Singapuru do Londynu, rozpadł się w trakcie wznoszenia po starcie z lotniska w Kalkucie, gdzie miał międzylądowanie. W owym okresie i rejonie powietrze wypełnione było monsunowymi burzami. Za prawdopodobną przyczynę uznano zniszczenie struktury płatowca poddanego dużym przeciążeniom podczas lotu przez turbulentne, burzowe powietrze. Pojawiła się również wtedy pierwsza sugestia, wyrażona przez zespół dochodzeniowy, aby producent rozważył możliwość wzmocnienia konstrukcji samolotu. Tym niemniej głównym powodem zniszczenia struktury maszyny były, zdaniem śledczych, ogromne siły działające na samolot przelatujący przez monsunowe burze. Nie prowadzono dalszych badań.
10 stycznia 1954 roku, lecący na tej samej trasie z Singapuru do Londynu historyczny Comet 1 o znakach G-ALYP, rozbił się krótko po starcie z lotniska w Rzymie. Historyczny, jako że była to pierwsza wyprodukowana maszyna seryjna. Zginęło 35 osób – wszystkie znajdujące się na pokładzie. Tym razem uziemiono wszystkie latające Comety i nakazano dokonać szczegółowych przeglądów maszyn. Problem stanowiło to, iż nie zdawano sobie sprawy z tego, czego należy szukać, na jakie układy, systemy lub struktury należy zwrócić uwagę. Samolot spadł do Morza Tyrreńskiego w pobliżu Elby. Miesiąc po katastrofie zespół poszukiwawczy Royal Navy zlokalizował wrak i stopniowo wydobywał na powierzchnię fragmenty samolotu. Wydobyte fragmenty nie poprawiły znacząco stanu wiedzy na temat przyczyn katastrofy. Maszyn nie wyposażano jeszcze rutynowo w tzw. czarne skrzynki, zatem wszystkich odpowiedzi musiało dostarczyć badanie wydobytych fragmentów samolotu. Udało się wydobyć trzy czwarte konstrukcji, którą poskładano na specjalnym stelażu. Śledczym nie udało się jednak jednoznacznie stwierdzić winy technicznej lub błędu konstrukcyjnego stojących za katastrofą. Potencjalną przyczyną katastrofy, jednak nie rozstrzygającą według śledczych, mogło być pęknięcie zmęczeniowe kadłuba zaczynające się od otworów nitów w miejscu połączenia okien z poszyciem kadłuba. W takiej sytuacji producent wykonał drobne modyfikacje płatowca i wraz z właścicielami uziemionych Cometów zaczął naciskać na przywrócenie samolotów do lotów. Naciski okazały się skuteczne i 23 marca 1954 roku Comety ponownie wzbiły się w powietrze.
Decyzja była przedwczesna. 8 kwietnia 1954 roku, dwa tygodnie po wznowieniu lotów cometów, wydarzyła się bardzo podobna co do przebiegu katastrofa kolejnej maszyny. Tym razem był to dzierżawiony od BOAC przez South African Airways Comet 1 o znakach G-ALYY. Maszyna rozpadła się w powietrzu i spadła do morza w pobliżu Neapolu krótko po starcie z lotniska Rzym-Ciampino w drodze do Kairu. Było to rutynowe międzylądowanie na trasie Londyn – Johannesburg.
Dwie poważne katastrofy w przeciągu niespełna trzech miesięcy zburzyły zaufanie do producenta i samolotu. Modelowi odebrano certyfikat zdatności do lotu, zakazując jednocześnie realizowania dostaw do odbiorców. Ówczesny premier Wielkiej Brytanii Winston Churchill nakazał rozpoczęcie niezależnego śledztwa mającego na celu wyjaśnienie przyczyn katastrofy i podjęcie odpowiednich środków zaradczych. Brytyjskie Ministerstwo Transportu i Lotnictwa Cywilnego powołało do życia specjalną komisję, której głównym śledczym został Sir Arnold Alexander Hall, inżynier lotniczy i dyrektor Royal Aircraft Establishment (RAE).

### Dochodzenie
Na podstawie badań wydobytych z morza fragmentów wraku samolotu ustalono, iż przyczyną katastrofy G-ALYY było zmęczeniowe zniszczenie konstrukcji kadłuba maszyny. W pierwszej kolejności przeanalizowano wszystkie etapy prac projektowych Cometów, ich budowy i eksploatacji. Komisja nie stwierdziła uchybień, podkreślając, iż wszystkie prace nad samolotem wytwórnia wykonała, przestrzegając obowiązujących wówczas norm. Jednak z uwagi na to, iż stosowane dotychczas metody badawcze zawiodły i nie udało się z wyprzedzeniem wykryć zachodzących w konstrukcji kadłuba zmian, Royal Aircraft Establishment otrzymało zdanie zaprojektowania nowej metodyki prac badawczych, mających na celu wczesne wykrycie zmęczeniowych zmian w konstrukcji płatowca. Po opracowaniu odpowiedniej metody, RAE miało zweryfikować jej skuteczność w praktyce, wykorzystując do tego egzemplarz Cometa.
Zakres prac, jaki wykonali specjaliści z RAE, nigdy wcześniej nie miał miejsca. Wybudowano basen o wymiarach 34×7×5 m, w którym umieszczono wybrany do testów Comet 1 o znakach G-ALYU. Skrzydła samolotu wystawały poza obrys basenu, pod wodą znalazł się cały kadłub maszyny. W basenie symulowano poszczególne fazy lotu, jakie przechodził samolot. Robiono to poprzez wytwarzanie różnicy ciśnień pomiędzy zewnętrznym a wewnętrznym pokryciem samolotu. Taki efekt uzyskiwano poprzez pompowanie wody do środka kadłuba, a tym samym zwiększaniu ciśnienia wody w jego wnętrzu lub jej wypompowywanie, tym samym zwiększaniu ciśnienia, jakie na kadłub wywierała woda znajdująca się na zewnątrz kadłuba, wypełniająca zbiornik. Podobny efekt zmian ciśnienia można było osiągnąć, używając powietrza atmosferycznego, jednak w odróżnieniu od niego, w wodzie, proces niszczenia konstrukcji nie ma wybuchowego charakteru, zachodzi na tyle powoli, iż można go łatwiej obserwować i fotografować. Zmiany ciśnienia symulowały poszczególne fazy lotu, start, wznoszenie na wysokość przelotową, zniżanie i lądowanie. Wybrany do prób Comet miał za sobą 1230 lotów. Po umieszczeniu maszyny w zbiorniku, wykonano w nim symulację kolejnych 1830 lotów ze wszystkimi fazami. Wtedy to w rogu ramy jednego z okien pasażerskiej części kadłuba pojawiło się zmęczeniowe pęknięcie poszycia.
Wykryto i udowodniono, że wielokrotne zmiany ciśnienia, jakim poddany jest kadłub samolotu w trakcie startu, wznoszenia, lotu, zniżania i lądowania, może w przypadku błędów konstrukcyjnych doprowadzić do jego zmęczeniowego zniszczenia. Źródłem pęknięć były narożniki prostokątnych ram okiennych samolotu i cienkie blachy poszycia, jakie zastosował de Havilland. Rezultaty badań zmusiły wytwórnie do modernizacji samolotów. Zastosowano okrągłe okna, których owalny obrys jest mniej podatny na zmęczeniowe uszkodzenia. Zwiększono grubość blach poszycia kadłuba. Dysze wylotowe silników odchylono na zewnątrz od kadłuba, minimalizując tym samym niszczący wpływ gorących gazów wylotowych na poszycie samolotu. Koszty modernizacji wziął na siebie rząd Wielkiej Brytanii.

### Comet 4

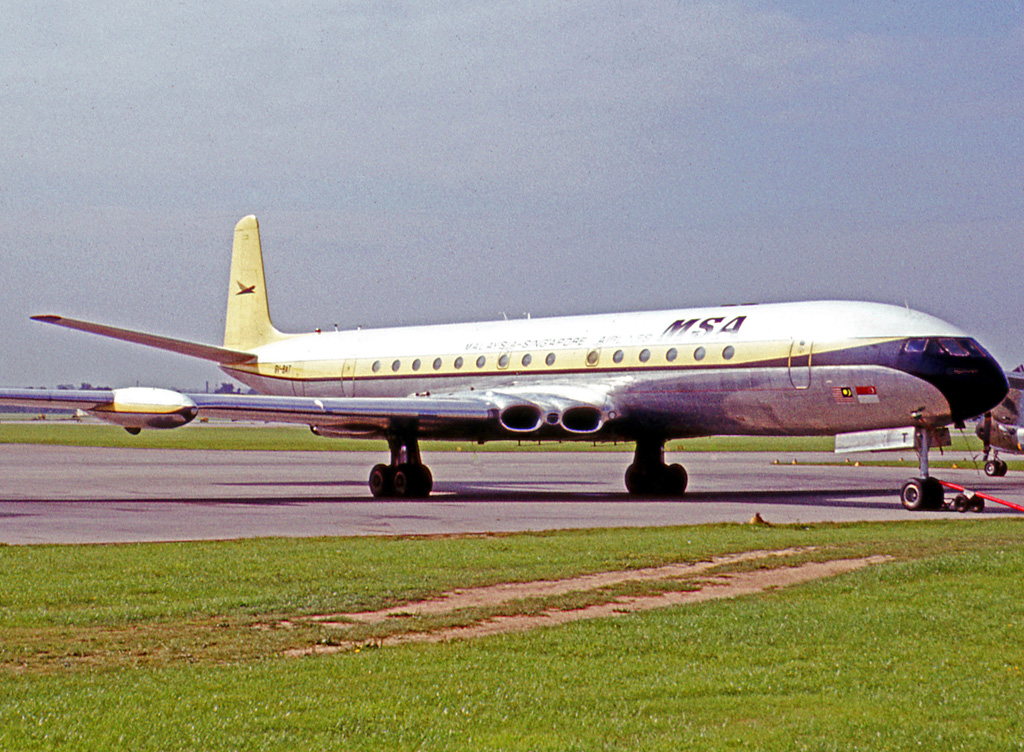
Comet 4

Najbardziej dojrzałą konstrukcją była wersja oznaczona jako Comet 4. Maszyna powstała z uwzględnieniem wszystkich rezultatów i zaleceń, jakie pojawiły się w trakcie i w wyniku dochodzenia mającego wyjaśnić tragiczną serię katastrof Cometów. Sprawę potraktowano bardzo prestiżowo, na tyle, iż środki na zaprojektowanie i wybudowanie nowej wersji pochodziły w części ze źródeł rządowych.
Fakt współfinansowanie projektu przez rząd wpłynął na inną powstającą w owym okresie konstrukcję, samolot Vickers V-1000. Szukając oszczędności, rządowe środki finansowe popłynęły do de Havillanda, kończąc tym samym finansowanie projektu firmy Vickers-Armstrongs.
W Comecie 4 zastosowano nowe silniki Rolls-Royce Avon 525B o ciągu 46,7 kN (w wersji 4B/C). Samolot miał największą masę startową ze wszystkich wersji Cometa. Zgodnie z zaleceniami powypadkowymi, w kadłubie o długości 33,98 m zainstalowano owalne okna. Dysponujący dodatkowymi zbiornikami zewnętrznymi o pojemności 2500 dm³ Comet 4, mógł się również pochwalić największym zasięgiem spośród wszystkich wybudowanych wersji. Maszyna mogła zabrać na pokład ponad 100 pasażerów. Prototyp samolotu o rejestracji G-APDA i numerze seryjnym 06401 został oblatany 27 kwietnia 1958 roku. Dowództwo nad samolotem w trakcie lotu spoczywało na barkach Johna Cunninghama. Loty próbne przebiegały pomyślnie. Badanie zachowania się samolotu w gorącym klimacie realizowano w Chartumie. Zdając sobie sprawę, ze mocno nadszarpniętego zaufania do konstrukcji, samolot wysłano do realizacji lotów promocyjnych po świecie. We wrześniu 1958 roku G-APDA udał się w 10-dniowy lot promocyjny po Azji, Ameryce Południowej i Północnej. 24 września 1958 roku samolot otrzymał certyfikat typu, co otworzyło przed wytwórnią możliwość rozpoczęcia sprzedaży. Pierwsza wersja Cometa 4 przeznaczona była do obsługi dalekich tras.
Pierwsza seryjna maszyna wystartowała do transatlantyckiego komercyjnego lotu 2 października 1958 roku. W tym samym miesiącu, do swojego pierwszego komercyjnego lotu wzbił się amerykański Boeing 707. Zamówienie ze strony amerykańskich linii Capital Airlines zapoczątkowało prace nad modelem przeznaczonym do obsługi krótkich tras, o dużej częstotliwości, obciążających dla konstrukcji, startów i lądowań. Nowy model otrzymał oznaczenie Comet 4A. Planowano wzmocnić całą konstrukcję płatowca i zmniejszyć rozpiętość skrzydeł. Amerykański przewoźnik zamówił wstępnie dziesięć samolotów tej wersji, jednak po wchłonięciu przez United Airlines, zamówienie zostało anulowane i nie doszło do wybudowania Cometa 4A.
Kolejną wersją był wybudowany w liczbie 18 egzemplarzy Comet 4B. Samolot otrzymał dłuższy kadłub w porównaniu do bazowej wersji Comet 4, ale miał krótszą rozpiętość skrzydeł. Maszyna została oblatana 27 czerwca 1959 roku. Za sterami samolotu o znakach G-APMA i numerze seryjnym c/n 06421 ponownie usiadł John Cunningham i jego załoga. Pierwszy seryjny samolot tej wersji trafił do British European Airways w listopadzie 1959 roku. Samoloty był w stanie wziąć na pokład 101 pasażerów i obsługiwały połączenia z Londynu do Moskwy, Tel Awiwu i Nicei.
Ostatnią wersją rozwojową samolotów Comet był Comet 4C. Maszyna wybudowana w największej liczbie egzemplarzy, która cieszyła się największą popularnością wśród przewoźników. Pierwszy seryjny samolot wzniósł się do swojego dziewiczego lotu 31 października 1959 roku. Dowódcą załogi G-AOVU i c/n 06424 był Pat Fillingham. Maszyna po ukończeniu 87 godzin uzupełniających lotów certyfikacyjnych, 8 czerwca 1960 roku znalazła się na wyposażeniu meksykańskiej linii Mexicana de Aviación. BOAC wykorzystywał zamówione przez siebie 19 maszyn typu 4C do realizacji dalekodystansowych połączeń z Londynu do Australii, Johannesburga, Tokio, Cejlon, Kanady, Chile, Iranu i na Karaiby. Część z tych połączeń obsługiwana była wcześniej przed katastrofami przez Comety 1 i 2. W barwach brytyjskiego przewoźnika samoloty w przeciągu dwóch pierwszych lat eksploatacji pokonały 44 mln km, przewożąc na swoim pokładzie 327 tys. pasażerów i wykonując nalot 68,5 tys. godzin. W trakcie swojej służby wszystkie wersje Cometa 4 wykonały nalot rzędu 2 mln godzin bez żadnych poważniejszych awarii. Jednym z większych użytkowników samolotów wersji Comet 4 były brytyjskie linie Dan-Air – w latach 70. ubiegłego wieku w ich posiadaniu znalazły się modele 4B i 4C pozyskane od wycofujących ten typ maszyn innych linii lotniczych.

### Lotnictwo wojskowe

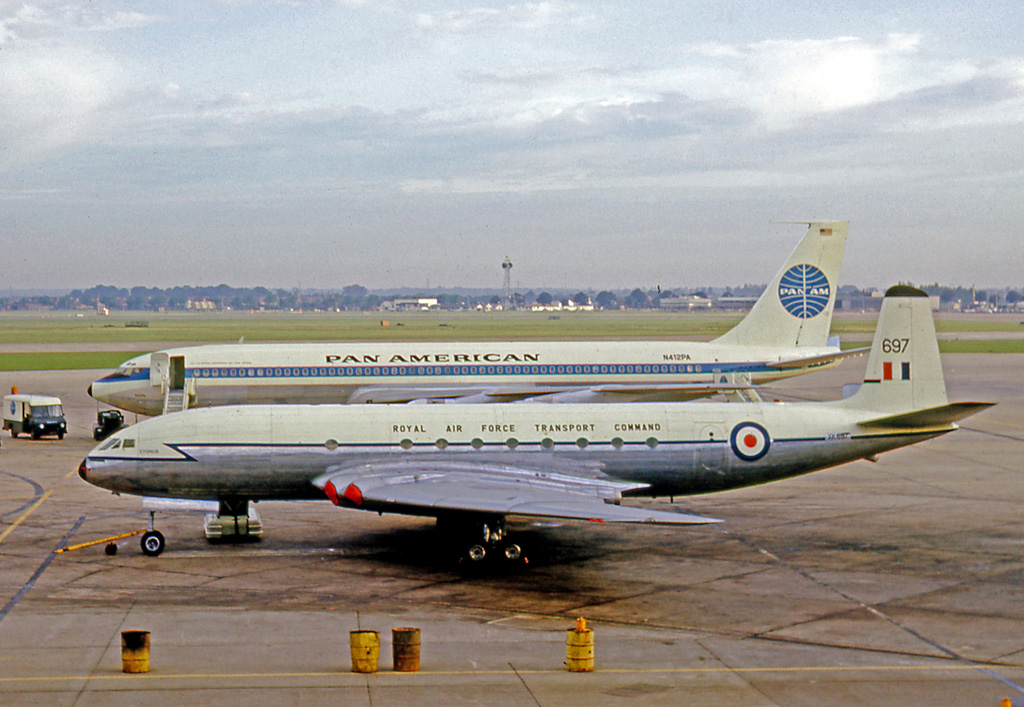
Wojskowy Comet C.2 z dywizjonu No. 216 Squadron RAF na lotnisku London Heathrow

Samoloty Comet obok cywilnych użytkowników, znalazły się również na wyposażeniu sił powietrznych. Pierwszym użytkownikiem były Royal Canadian Air Force, które zakupiły dwa Comety 1A. Stały się one pierwszymi wojskowymi samolotami transportowymi z napędem odrzutowym. Maszyny były wykorzystywane w latach 1953–1963 przez 412 Transport Squadron.
Wybudowane, ale nieodebrane Comety 2, które po serii katastrof, jakie dotknęły maszyny, nie znalazły nabywców wśród cywilnych przewoźników, zostały zakupione przez brytyjski rząd celem przekazania ich Royal Air Force. W RAF samoloty przeszły gruntowną modernizację, przystosowujące samoloty do realizacji zadań transportu powietrznego, misji rozpoznawczych, wywiadu elektronicznego, zadań patrolowych i rozpoznawczych oraz szkoleniowo-treningowych. Powstała między innymi wersja 2R przeznaczona do prowadzenia zadań ELINT/SIGINT oraz pojedynczy Comet 2E o znakach XV144 pełniący rolę latającego laboratorium, w którym badano systemy autopilota, lądowania bez widoczności ziemi i wczesne systemy HUD. Personel latający wielozałogowych samolotów szkolony był na maszynach Comet T2. Samoloty znalazły się na stanie No. 216 Squadron RAF, w którym były wykorzystywane do zadań transportowych od 1956 roku aż do rozwiązania jednostki w 1975 roku. No. 51 Squadron RAF w latach 1957–1958. No. 192 Squadron RAF również w latach 1957–1958. Comet 4 stał się bazą do wybudowania pozostającej najdłużej w służbie maszyny, samolotu Hawker Siddeley Nimrod. Był to morski samolot patrolowo-uderzeniowy opracowany przez wytwórnię Hawker Siddeley. Samoloty tego typu pozostały w służbie aż do 2011 roku. Po ich wycofaniu Wielka Brytania nie dysponowała podobnym samolotem tego typu zdolnym do prowadzenia wielogodzinnych patroli nad obszarami morskimi. Dopiero ogłoszony w 2015 roku zakup amerykańskich maszyn Boeing P-8 Poseidon pozwoli na odbudowę brytyjskiego, morskiego lotnictwa patrolowego.

## Konstrukcja
Comet był całkowicie metalowym, czterosilnikowym, wolnonośnym dolnopłatem. Załoga składała się z czterech członków: dwóch pilotów oraz technika pokładowego i nawigatora-radiooperatora. Kabina pasażerska mogła pomieścić w zależności od wersji od 36 (Comet 1) do 79 (Comet 4C) osób. Na pokładzie znajdowała się kuchnia, toaleta i szatnia. Kadłub hermetyzowany o konstrukcji półskorupowej, o okrągłym przekroju poprzecznym. Blachy pokrywające kadłub samolotu połączone były nitami lub – w niektórych miejscach – klejone. Nadciśnienie w kabinie utrzymywane było przez układ klimatyzacji, pobierający powietrze zza sprężarki silnika. Na pułapie 12 tys. metrów, w środku samolotu panowało ciśnienie jak na wysokości 2500 metrów. Na przyjęcie bagaży pasażerów przygotowane były trzy ładownie o łącznej pojemności 13 m³. Jedna z nich znajdowała się za kabiną pasażerską, a dwie pozostałe pod podłogą. W wersji Comet 1, drzwi do ładowni dolnych znajdowały się pod kadłubem. Aby umieścić w nich bagaż, należało wsunąć go pionowo do góry, a następnie przesunąć w bok po podłodze. Klasyczne usterzenie o konstrukcji dźwigarowo-żeberkowej. Rozpiętość usterzenia poziomego wynosi 12 metrów ze wzniosem +7 stopni. Ruchome części usterzenia poruszane były układem popychaczowo-linkowym. Podwozie chowane z przednim podparciem. Przednia goleń dwukołowa, chowana do tyłu do wnęki w kadłubie. Podwozie główne, dwie golenie, każda z czterokołowymi wózkami, chowane hydraulicznie do wnęk w skrzydłach w kierunku na zewnątrz. Zespół napędowy tworzyły cztery silniki odrzutowe, w wersji Comet 4C Rolls-Royce Avon 525B o ciągu 46,7 kN. Silniki oddzielone były od siebie ścianami ogniowymi i wyposażone w instalacje gaśnicze. Skrzydła skośne o konstrukcji dźwigarowo-żeberkowej. Cięciwa skrzydła u nasady 9 m, a na końcu 2,06 m. W kesonie skrzydła umieszczone były integralne zbiorniki paliwa. Niektóre wersje miały charakterystyczne dodatkowe zbiorniki paliwa, wystające poza obrys skrzydła, przed krawędzią natarcia płata. Na górnej i dolnej powierzchni płata umieszczono ażurowej konstrukcji hamulce aerodynamiczne. Mechanizacja skrzydeł składał się z lotek, zaskrzydłowych klap, a po wypadkach związanych z brakiem odpowiedniej siły nośnej podczas startu maszyny, skrzeli na krawędzi natarcia skrzydeł. Krawędź wyposażona była w instalację przeciwoblodzeniową.

## Ocena

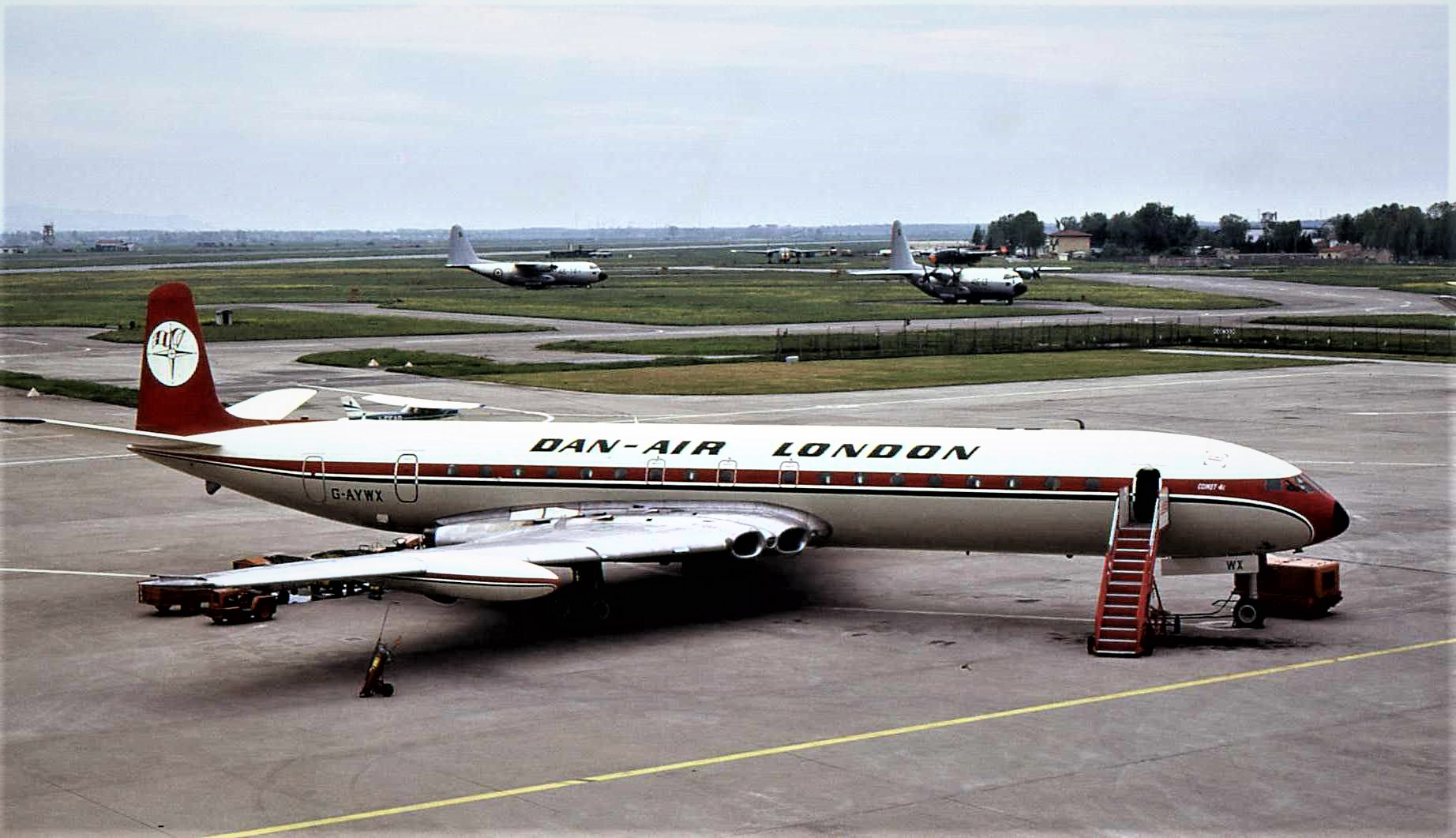
Comet G-AYWX

De Havilland Comet był samolotem przełomowym, wprowadzającym całkowicie nowy rodzaj napędu, silniki odrzutowe do komunikacyjnych samolotów pasażerskich. W czasie swojego powstania był to najbardziej zaawansowany technicznie samolot pasażerski na świecie. Niestety seria katastrof podkopała zaufanie do konstrukcji. Dopiero po czterech latach od tragedii Cometa 1 o znakach G-ALYY, do eksploatacji wszedł Comet 4. Ostatnia wersja okazała się być samolotem w pełni udanym, pozbawionym katastrofalnych wad swoich poprzedników.
Niestety dla producenta samolotu przez ten czas świat konstruktorów odrzutowych samolotów pasażerskich nie stał w miejscu. W 1955 roku oblatane zostały francuski Sud Aviation Caravelle i radziecki Tu-104. W Stanach Zjednoczonych, w roku powrotu do służby Cometa 4, oblatany został Douglas DC-8. Jednak maszyną, z którą w starciu o pasażerów i zamówienia ze strony linii lotniczych Comet okazał się być bez szans, był samolot innego amerykańskiego producenta – Boeing 707. Oblatany w 1954 model 707 Boeinga stał się symbolem masowej komunikacji pasażerskiej, realizowanej przez maszyny z napędem odrzutowym. Boeing mógł zabrać na pokład dwa razy więcej pasażerów niż Comet 4, mógł ich zabrać na odległość porównywalną do zasięgu Cometa. Mógł to zrobić z większą prędkością. Co jednak najważniejsze, mógł to zrobić dużo taniej niż Comet. Koszty przewozu pojedynczego pasażera na pokładzie Boeinga były dwa razy mniejsze niż na pokładzie Cometa 4. Linie lotnicze nie miały w tej sytuacji wątpliwości. Amerykański samolot został wyprodukowany w ponad tysiącu egzemplarzach, z kolei Comet, jedynie w niewiele ponad stu.
Poza nowatorskim rodzajem napędu, produkt de Havillanda okazał się być maszyną pionierską na jeszcze jednym polu, polu badań powypadkowych i testów certyfikacyjnych. Seria katastrof, jakie stały się udziałem Cometa 1, podjęte w celu ich wyjaśnienia działania i wnioski, jakie z nich wyciągnięto, stały się przyczyną modyfikacji standardów i zaleceń dotyczących badań wytrzymałościowych i testów potrzebnych do uzyskania certyfikatu typu. Problemy na jakie napotkały zespoły dochodzeniowe starające się dociec przyczyn katastrof, stały się inspiracją dla budowy czarnych skrzynek, urządzeń stosowanych współcześnie standardowo na pokładach samolotów.

### Specyfikacja
| Wersja                                | Comet 1                                   | Comet 1A                                  | Comet 1XB                               | Comet 2                              | Comet 3                              | Comet 4                              | Comet 4B                              | Comet 4C                              |
| ------------------------------------- | ----------------------------------------- | ----------------------------------------- | --------------------------------------- | ------------------------------------ | ------------------------------------ | ------------------------------------ | ------------------------------------- | ------------------------------------- |
| Długość:                              | 28,61 m                                   | 29,53 m                                   | 33,98 m                                 | 35,97 m                              |                                      |                                      |                                       |                                       |
| Rozpiętość skrzydeł:                  | 34,98 m                                   | 32,83 m                                   | 34,98 m                                 |                                      |                                      |                                      |                                       |                                       |
| Średnica kadłuba:                     | 2,97 m                                    |                                           |                                         |                                      |                                      |                                      |                                       |                                       |
| Powierzchnia skrzydeł:                | 188,30 m²                                 | 197,04 m²                                 | 191,30 m²                               | 197,04 m²                            |                                      |                                      |                                       |                                       |
| Wysokość:                             | 8,70 m                                    | 8,99 m                                    |                                         |                                      |                                      |                                      |                                       |                                       |
| Maksymalna masa startowa (MTOW):      | 47 620 kg                                 | 52 160 kg                                 | 53 070 kg                               | 54 430 kg                            | 65 760 kg                            | 73 480 kg                            | 71 610 kg                             | 73 480 kg                             |
| Maksymalna ilość miejsc pasażerskich: | 60                                        | 70                                        | 106                                     | 109                                  | 119                                  |                                      |                                       |                                       |
| Typowa ilość miejsc pasażerskich:     | 36                                        | 44                                        | 58                                      | 56                                   | 71                                   | 79                                   |                                       |                                       |
| Załoga:                               | 4 osoby                                   |                                           |                                         |                                      |                                      |                                      |                                       |                                       |
| Prędkość przelotowa:                  | 725 km/h                                  | 770 km/h                                  | 805 km/h                                | 850 km/h                             | 805 km/h                             |                                      |                                       |                                       |
| Pułap:                                | 12 800 m                                  | 12 200 m                                  | 11 500 m                                | 11 900 m                             |                                      |                                      |                                       |                                       |
| Zasięg:                               | 2415 km                                   | 2850 km                                   | 4065 km                                 | 4345 km                              | 5190 km                              | 4025 km                              | 6900 km                               |                                       |
| Silniki 4×                            | de Havilland Ghost 50 Mk1 o ciągu 22,2 kN | de Havilland Ghost 50 Mk2 o ciągu 22,8 kN | de Havilland Ghost 50 Mk4 o ciągu 23 kN | Rolls-Royce Avon 503 o ciągu 32,5 kN | Rolls-Royce Avon 523 o ciągu 44,5 kN | Rolls-Royce Avon 524 o ciągu 46,7 kN | Rolls-Royce Avon 525B o ciągu 46,7 kN | Rolls-Royce Avon 525B o ciągu 46,7 kN |
| Pierwszy lot:                         | 27 lipca 1949                             | 11 sierpnia 1952                          | luty 1957                               | 27 sierpnia 1953                     | 19 lipca 1954                        | 27 kwietnia 1958                     | 27 czerwca 1959                       | 31 października 1959                  |
| Egzemplarze:                          | 11 (w tym 2 prototypy)                    | 10                                        | 4                                       | 22                                   | 1                                    | 28                                   | 18                                    | 28                                    |